# گروه متیلن

قسمت آبی رنگ مولکول بالا که مربوط به مولکول پروپیلن است، یک گروه متیلن است.

گروه متیلن(به انگلیسی: Methylene group) در شیمی آلی به قسمتی از مولکول گفته می‌شود که در آن دو اتم هیدروژن به اتم کربنی که با دیگر اتم‌ها پیوند دوگانه دارد متصل است.این گروه همچنین با نام متیلیدن (methylidene) نیز شناخته می‌شود.